# Хришћанство у Кореји
Пракса хришћанства у Кореји је маргинална у Северној Кореји, али значајна у Јужној Кореји, где се врти око протестантизма и католицизма, чинећи 8,6 милиона и 5,8 милиона чланова, респективно. Хришћанство у облику католицизма први пут су увели конфуцијански научници који су га упознали у Кини током касног периода династије Чосон . Године 1603, Ии Су-гванг, корејски политичар, вратио се из Пекинга носећи неколико теолошких књига које је написао Матео Рићи, италијански језуитски мисионар у Кини. Почео је да шири информације у књигама, уводећи хришћанство у Кореју. Године 1787, краљ Јеонгјо од Јосеона је званично забранио католицизам као „злу праксу“, прогласивши га јеретичким и строго забрањеним. Католицизам је 1785. поново увео Ји Сеунг-хун, а француски и кинески католички свештеници су убрзо позвани од стране корејских хришћана.
Чланови краљевске породице Јосеон виде нову религију као субверзивни утицај и прогањају њене најраније следбенике у Кореји, што је кулминирало католичким прогоном 1866. године, у којем је убијено 8.000 католика широм земље, укључујући девет француских свештеника мисионара. Касније у деветнаестом веку, отварање Кореје према спољном свету постепено је донело више верске толеранције према хришћанима.
Цркву Сорае, која је била прва протестантска црква у Кореји, основао је Сео Санг-Рјун 16. маја 1883. Лее Соо-јунг, један од првих протестаната у Кореји, крштен је у Јапану 29. априла 1883. и написао је чланак на енглеском о Миссионари Review of the Ворлд како би позвао више америчких мисионара да уђу у Кореју 13. децембра 1883. Роберт Семјуел Меклеј и Хорас Њутн Ален ушли су у Кореју годину дана касније 1884. Хорас Ален је био севернопрезбитеријански мисионар који је касније постао амерички дипломата. Служио је у Кореји до 1905. године, а до тада су му се придружили многи други.
Раст обе деноминације био је постепен пре 1945. године. Те године је око 2% становништва било хришћанско. Брзи раст је уследио након рата, када је Кореја ослобођена јапанске окупације од стране савезника: до 1991. године 18,4% становништва (8,0 милиона) били су протестанти, а 6,7% (2,5 милиона) католици. Католичка црква је повећала своје чланство за 70% у десет година које су претходиле 2007. У међувремену, источно православље чини око четири хиљаде присталица у Јужној Кореји, или 0,005% укупног становништва. У Кореји су се такође развиле бројне неортодоксне секте, попут Цркве уједињења коју је 1954. основао Сун Мјунг Мун . Од 2015. године, 27,6% становништва Јужне Кореје су хришћани.
Утицај на образовање је био одлучујући, пошто су хришћански мисионари основали 293 школе и 40 универзитета, укључујући три од пет најбољих академских институција. Хришћанство је било повезано са раширенијим образовањем и западном модернизацијом.  Католицизам и протестантизам се виде као религија средње класе, омладине, интелектуалаца и урбаних становника, и били су централни у тежњи Јужне Кореје за модерношћу и вестернизацијом након завршетка Другог светског рата и ослобођења Кореје. Почетком 21. века, међутим, раст протестантизма је успорен, можда због скандала који укључују црквено вођство, фундаментализам и сукобе између различитих секти. Неки аналитичари то приписују и претерано ревносном мисионарском раду.

## Културни значај
Професор Џејмс Х. Грејсон са Школе за источноазијске студије Универзитета у Шефилду наводи да је протестантизам био динамична сила у животу Корејаца и да је имао позитиван утицај на друге религије. Католици и будисти морали су да се такмиче за лојалност и пажњу, а то је инспирисало бројне мање секте. Они су усвојили многе методе које су увели протестанти. Утицај на високо образовање у Кореји био је одлучујући јер су хришћани основали 293 школе и 40 универзитета, укључујући 3 од 5 најбољих академских институција. Сукман тврди да су Корејци од 1945. године католицизам и протестантизам надалеко видели као религију средње класе, омладине, интелектуалаца, урбаниста и модернизатора. Била је моћна сила која је подржавала тежњу Јужне Кореје ка модерности и вестернизацији, као и противљење старом јапанском колонијализму и комунизму Северне Кореје.
Пре Корејског рата (1950–1953), две трећине корејских хришћана живело је на северу, али је већина касније побегла на југ. Није познато тачно колико је хришћана данас остало у Северној Кореји. Постоји неизвесност око тачног броја у Јужној Кореји. До краја 1960-их, процењује се да је у Јужној Кореји било пола милиона католика и милион протестаната, али током периода „бума конверзије“ који се завршио 1980-их, број католика и протестаната се у Јужној Кореји повећао брже него у било ком другом друга земља. Јужнокорејски попис из 2005. показао је да се 29,2 одсто становништва изјашњава као хришћани, у односу на 26,3 одсто пре десет година. Католици имају тенденцију да буду боље образовани од већине других верских група у Јужној Кореји, у смислу да имају велики број дипломираних (50,4%) и постдипломских диплома (11,6%) по глави становника. Презбитеријанска црква има највећи број чланова било које протестантске деноминације у Јужној Кореји, са близу 20.000 цркава повезаних са две највеће презбитеријанске деноминације у земљи. Православно хришћанство под јурисдикцијом Цариградске васељенске патријаршије је мала мањинска религија у Јужној Кореји са око 4.000 званичних припадника 2013. године.
Јужна Кореја пружа други највећи број хришћанских мисионара на свету, надмашивши га само Сједињене Државе. ГМС, мисионарско тело "Хапдонг" Генералне скупштине Презбитеријанске цркве Кореје, је највећа појединачна мисионарска организација у Јужној Кореји.
Јужнокорејски мисионари служе у земљама 10/40 прозора, које су више непријатељски расположене према Западњацима. Године 2000. било је 10.646 јужнокорејских протестантских мисионара у 156 земаља, заједно са неоткривеним бројем католичких мисионара. Према чланку из 2004. године, „Јужна Кореја је послала више од 12.000 мисионара у преко 160 земаља у поређењу са око 46.000 америчких и 6.000 британских мисионара, према мисионарским организацијама у Јужној Кореји и Западу“. Према чланку из 2007. године, „Кореја има 16.000 мисионара који раде у иностранству, на другом месту после САД“. Јужна Кореја је 1980. послала 93 мисионара, а до 2009. око 20.000 корејских мисионара.
Арон Тан, директор хонгконшке архитектонске фирме под називом Ресеарцх Арцхитецтуре Десигн, описао је ноћну сцену Сеула као "пуну светлећих хришћанских крстова".

## Раст хришћанства

### Апел на северу
Хришћанство, посебно католицизам и протестантизам, имали су посебну привлачност за Корејце на северу. Између 1440. и 1560. године дошло је до миграција у северне провинције, које су биле осмишљене да ојачају границу. Ово је створило друштво мешовитог порекла без аристократије и без дугогодишњих верских институција. Међутим, имала је јаку и амбициозну трговачку класу, као и снажну војну традицију. Локалне елите су добиле административне позиције и усвојиле конфучијански литерарни стил живота, али није било лако доћи до високих позиција. Током јапанске колонијалне владавине од 1910. до 1945. године, Север је постао индустријски регион Кореје. Подручје је било веома пријемчиво за католичке и протестантске мисионаре крајем деветнаестог века, који су донели западњачка знања и основали болнице и медицинску негу западног стила, школе и прозор у шири свет. Елите средње класе слале су своје синове у католичке или протестантске школе. Заузврат, синови су постали снажни националисти који су Сједињене Државе сматрали тачком окупљања у опозицији јапанском колонијалном империјализму . У преокрету претходне јужне доминације, Север је произвео многе утицајне личности у корејској историји. После 1945. године, државна политика Северне Кореје под совјетским утицајем атеизма као главног аспекта џучеа довела је до тога да већина хришћана побегне у Јужну Кореју у потрази за верском слободом .

### Академска симпатија
Књиге Матеа Ричија, које је креирао да би користио кинеске идеограме и концепте за увођење католицизма, изазвале су академске контроверзе када их је Ји Гванг-џонг донео у Кореју. Академици су остали критични према новој мисли дуги низ година. Почетком 17. века, Ји Су-гванг, судски научник, и Ју Монг-ин, министар у влади, написали су веома критичке коментаре о Ричијевим делима. Током наредна два века, академска критика католичких веровања се наставила, јер је поништила конфучијанско поштовање старешина и традиције. Неки научници су, међутим, били више наклоњени католичанству. Чланови школе Силхак (실학; „практично учење“) веровали су у друштвену структуру засновану на заслугама, а не на рођењу (видети класна дискриминација ), и стога су им се често супротстављали главни академски естаблишменти.
Силхак научници су доживљавали католицизам као идеолошку основу за њихова веровања и стога их је привукло оно што су видели као егалитарне вредности католицизма. Када је католицизам коначно успостављен у Кореји у 18. веку, већ је постојао значајан број образованог мишљења које му је наклоњено, што је било пресудно за ширење католичке вере 1790-их.  Студија из 1801. године показала је да 55% свих католика има породичне везе са школом Силхак.

### Лаичко вођство
Као резултат утицаја школе Силхак, католицизам у Кореји је почео као аутохтони лаички покрет, а не да су га углавном организовали страни мисионари. Први католички молитвени дом основао је 1784. године у Сеулу Ји Сеунг-хун, дипломата који је крштен у Пекингу.  Године 1786, Ји је наставио да успоставља хијерархију свештеника лаика. Иако је Ватикан 1789. пресудио да је именовање свештеника лаика прекршило канонско право, у Кореји су домородачки лаици, а не страни прелати, пренели католичанство многима. Пошто је хришћанство у Кореји започело као масовни напор, оно се брже ширило међу становништвом.

### Хангул, писменост и образовање
Хангул, фонемско корејско писмо које су око 1446. измислили научници на двору Сеџонга Великог, је био мало коришћен неколико векова због перципиране културне супериорности класичног кинеског (позиција слична оној латинског у Европи ). Међутим, Католичка црква је постала прва корејска верска организација која је званично усвојила хангул као своје примарно писмо. Бискуп Симеон-Франсоа Бернеук (1814–1866) наредио је да се сва католичка деца уче да је читају. Хришћанска литература штампана за употребу у Кореји, укључујући и ону коју користи мрежа школа које су основали хришћански мисионари, углавном је користила корејски језик и писмо хангул који се лако учи. Ова комбинација фактора резултирала је повећањем укупне стопе писмености и омогућила ширење хришћанског учења изван елите, која је углавном користила кинески. Већ 1780-их, делови јеванђеља су објављени на хангулу; доктринарне књиге као што је „Југио Иоји“ (주교요지) појавиле су се 1790-их, а католичка песмарица је штампана око 1800.
Џон Рос, шкотски презбитеријански мисионар са седиштем у Шењангу, завршио је свој превод Новог завета на корејски 1887, а протестантске вође су започеле масовну дистрибуцију. Поред тога, основали су бројне школе, прве модерне образовне институције у Кореји. Методистичка школа Паицхаи за дечаке основана је 1885. године, а методистичка Евха школа за девојчице (касније постала Евха Воманс Университи ) је уследила 1886. године. Ове, и сличне школе основане убрзо након тога, помогле су ширењу протестантизма међу обичним људима. Протестанти су надмашили католике као највећа хришћанска група у Кореји. Женска писменост је нагло порасла, пошто су жене раније биле искључене из образовног система. 

### Хришћанство под јапанском окупацијом, 1910–1945
Хришћанство је стално расло, при чему је католичко становништво достигло 147.000, а протестанти 168.000 до средине 1930-их. Упориште обе групе био је Север. Од 1910. до 1945. Јапанци су окупирали целу земљу, преузимајући њену власт према споразуму који је наметнут Кореји. Полиција под јапанском контролом чинила је систематске напоре да умањи утицај мисионара; ово је смањило конверзије током година 1911–1919. Идеалистичке изјаве америчког председника Вудроа Вилсона о самоопредељењу нација допринеле су брзом расту корејског национализма 1920-их, али је дошло до разочарања након што покрет није успео да постигне значајне реформе. Протестанти су 1924. основали Корејски национални хришћански савет да би координирали активности и поделили земљу на регионе додељене одређеним протестантским деноминацијама ради надзора. Корејски протестанти су такође основали прекоморске мисије Корејцима у Кини.
До 1937. године, Презбитеријанска црква Кореје је била у великој мери независна од финансијске подршке Сједињених Држава; 1934. Методистичка црква је постала аутономна и изабрала корејског епископа. Најактивнији мисионари међу католицима били су ред Мерикнол, који је 1964. отворио Марикнолл Сцхоол of Нурсинг у Пусану; сада је Католички универзитет у Пусану.

### корејски национализам
Један од најважнијих фактора који су довели до широког прихватања хришћанства у Кореји била је идентификација коју су многи хришћани исковали са узроком корејског национализма током јапанске окупације (1910–1945). Током овог периода, Јапан је предузео систематску кампању културне асимилације. Нагласак је био на Шоу, па би Корејци поштовали јапанског цара. Јапан је 1938. забранио употребу корејског језика у влади, школама и предузећима, па чак и код куће. Изразито корејска природа цркве је током тих година била појачана оданошћу нацији коју су демонстрирали многи хришћани. Док устав Јужне Кореје гарантује слободу вероисповести и одвајање цркве од државе, влада је била наклоњена хришћанству. Сматра да религија пружа неку идеолошку заштиту од њиховог комунистичког суседа.
Дана 1. марта 1919. године, скупштина од 33 верска и професионална вођа, позната као „ Покрет 1. марта “, донела је Декларацију о независности. Иако су их организовале вође религије Чондођо, 15 од 33 потписника су били протестанти, укључујући личности као што је Гил Сеон-џу . Јапанци су многе у покрету затворили. Такође 1919. године основан је претежно католички покрет за независност под називом „Улминдан“. Корејску владу у егзилу са седиштем у Кини је својевремено водио Сингман Рхее, методиста.
Хришћанство је још више повезано са патриотским циљем када су неки хришћани одбили да учествују у обожавању јапанског цара, што је било по закону 1930-их. Иако је ово одбијање било мотивисано теолошким, а не политичким убеђењима, последично затварање многих хришћана снажно је идентификовало њихову веру, у очима многих Корејаца, са узроком корејског национализма и отпора јапанској окупацији. Посебно је независност Кореје и периоди Корејског рата обележили даљи пораст маријанске оданости међу многим католицима, јер су католици мислили да је Блажена Дјевица Марија, која је заштитница Кореје, помогла Корејцима против јапанског империјализма и комунизма. И датум Дана ослобођења 1945. и датум успостављања владе Јужне Кореје 1948. такође се преклапају са празником Велике Госпе.

### Мињунг теологија
Хришћански концепт индивидуалне вредности нашао је израз у дугој борби за људска права и демократију у Кореји. Последњих година ова борба је попримила облик Мињунг теологије. Мињунг теологија је заснована на концепту „божијег лика“ израженом у Постанку 1:26–27, али такође укључује традиционални корејски осећај хан, реч која нема тачан енглески превод, али која означава осећај неутешног бола и потпуног беспомоћности. Мињунг теологија приказује обичне људе у корејској историји као праве господаре сопствене судбине. Двојица најпознатијих политичких лидера у земљи, Ким Јанг-сам, презбитеријанац, и Ким Дае-јунг, римокатолик, прате Мињунг теологију. Обојица су деценијама провела противећи се војним владама у Јужној Кореји и због тога су често затварани, а обојица су служили и као председници Републике након што је демократија обновљена 1988.
Једна од манифестација Мињунг теологије у последњим годинама режима Парк Чунг Хи (1961–1979) био је успон неколико хришћанских друштвених мисија, као што су католички покрет фармера и протестантска урбана индустријска мисија, које су се залагале за боље плате и услове рада. за раднике. Војна влада је затворила многе њихове вође јер је сматрала да је покрет претња друштвеној стабилности, а њихова борба се поклопила са периодом немира који је кулминирао убиством председника Парка 26. октобра 1979.

### Друштвене промене
Многи корејски хришћани верују да су њихове вредности имале позитиван ефекат на различите друштвене односе. Традиционално корејско друштво било је хијерархијски уређено према конфучијанским принципима. Ова структура је доведена у питање хришћанским учењем да су сва људска бића створена на слику Божју и да је свако од њих једнако и да има суштинску вредност. Према Ким Хан-сик-у, овај концепт је такође подржавао идеју да је имовина у власништву појединаца, а не породица.
Већина корејских хришћана, од филозофа, проповедника, до лаика, инкорпорирају вредности конфуцијанизма у своје животе, укључујући „синовску побожност и лојалност“ према члановима породице.

### Економски раст
Брзи економски раст Јужне Кореје током 1960-их и 1970-их обично је заслужан за политику извозно оријентисане индустријализације коју је водио Парк Чунг Хи до аутохтоних културних вредности и радне етике, снажног савеза са Сједињеним Државама и инфузије страног капитала. Многи јужнокорејски хришћани виде своју религију као фактор у драматичном економском расту земље у последње три деценије, верујући да су њен успех и просперитет показатељи Божјег благослова.
Студија из 2003. коју су спровели економисти Роберт Ј. Барро и Рацхел МцЦлеари сугерише да друштва са високим нивоом вере у небо и високим нивоом посећености цркве показују високе стопе економског раста. Бароов и Меклиријев модел је био утицајан у каснијим научним студијама и, према неким посматрачима, подржава уверење да је хришћанство одиграло главну улогу у економском успеху Јужне Кореје. Студију су критиковали научници као што су Дурлауф, Кортеллос и Тан (2006). Од 2000. године постоји тенденција изградње мегацркава, што неке цркве доводи до финансијских дугова.

### Светска мисија и евангелизација
„Шездесетих година црква је допирала до људи који су били угњетавани, као што су проститутке и нови индустријски радници. Како је корејска економија била у порасту, питање индустријске радне снаге избило је у први план као једно од најважнијих области евангелизационог рада. Цркве су успоставиле индустријске капелане у оквиру фабрика, уз обавезну војну службу за мушкарце у оружаним снагама. Корејски је сада други после Сједињених Држава по броју ангажованих мисионара (30.000). Деноминација са највећим бројем мисионара је Презбитеријанска црква у Кореји (Хапдонг) са око 3.000 мисионара.

## Политичка и друштвена питања
Било је разних политичких и друштвених критика на корејској хришћанској сцени откако је председник Ли Мјунг Бак дошао на власт. Влада Јужне Кореје предложила је да се грађанима Јужне Кореје ограничи рад за мисионарска дела на Блиском истоку. Професор Сон Бонг-хо са Универзитета Гошин критиковао је председника због учешћа на хришћанском молитвеном скупу на националном нивоу марта 2011. који је сигнализирао потенцијалну опасност од снажног протестантског утицаја у секуларној јужнокорејској политици. Све већи чинови непријатељства протестантских хришћана према будизму, изазвали су оштре критике и реакције јужнокорејске јавности на протестантске цркве и допринели су све већем опадању протестантизма у Кореји.

### Референдум за бесплатан ручак у Сеулу
Бивши градоначелник Сеула, Ох Се-Хун, предложио је референдум у Сеулу 24. августа 2011. Утврђено је да су пастори више цркава у Сеулу незаконито умешали лаике у референдум и касније их је казнила метрополитанска изборна комисија Сеула (서울시선거관리위원회).

### Допунски избори у октобру 2011
Метрополитенска изборна комисија Сеула оптужила је хришћанску групу у Сеулу због слања политички мотивисаних мејлова лаицима како би гласали за конзервативног кандидата На Кјунг-вона пре допунских избора у Јужној Кореји 2011.

### Креационизам
У Јужној Кореји, хришћанске групе су биле укључене у промоцију креационизма, посебно Корејско удружење за истраживање креације (КАЦР) које се залаже за стварање према Књизи постанка, и Друштво за ревизију уџбеника (СТР), алтернативни комитет за превођење за ревизију Еволуција у уџбенику (ЦРЕИТ). То је независни изданак КАЦР-а и дистанцирао се од КАЦР доктрине. Почетком 2008. године, Сеоул Ланд, водећи забавни парк, био је домаћин изложбе „ науке о стварању “, коју је организовао КАЦР, коју је посетило преко 116.000 посетилаца за три месеца, а ажурирано: 2012., парк је у преговорима о стварању једногодишње изложбе.
2012. године, након притиска СТР-а, Министарство просвете је објавило да ће многи средњошколски уџбеници бити ревидирани како би се уклонили одређени примери еволуције, као што су коњ и диносаурус Арцхеоптерик. Промене су биле ограничене на уклањање или ревизију одређених примера  који су били предмет неке дебате;  такође, СТР планира да поднесе даље петиције за уклањање еволуције људи и прилагођавања кљунова зебе, са крајњим циљем да се умањи улога дарвинистичке еволуције у настави. Овај покушај је на крају одбацила јужнокорејска влада у септембру ове године.

### Верски сукоб
Фундаменталистички протестантски антагонизам против будизма био је главно питање за верску сарадњу у Јужној Кореји, посебно током 1990-их до касних 2000-их. Акти вандализма против будистичких погодности и „редовне молитве за уништење свих будистичких храмова“  изазвали су критике. Будистичке статуе су сматране идолима, нападане и обезглављене. Хапшења је тешко спровести, пошто починиоци ноћу раде прикривено. Такви акти, које подржавају неки протестантски лидери, довели су до тога да Јужнокорејци имају све негативнији поглед на протестантизам и да су критични према укљученим црквеним групама, при чему су многи протестанти напустили своје цркве последњих година.
Насупрот томе, односи између јужнокорејских католика и будиста и других вера остали су углавном кооперативни, делимично због синкретизма многих будистичких и конфучијанских обичаја и филозофија у јужнокорејском католичанству, а посебно у пракси јеса.

## Посета папе Фрање
Папа Фрања прихватио је позив да посети Јужну Кореју у августу 2014. Четвородневна посета (14–18. август) кулминирала је папском мисом у катедрали Миеонгдонг, седишту надбискупије Сеула, 18. августа. Током мисе 16. августа, Папа је прогласио блаженим 124 корејска католичка мученика. Позив за севернокорејске католике да присуствују је одбијен због одбијања Јужне Кореје да се повуче са војних вежби које је планирала са Сједињеним Државама.

## Значајни корејски политичари
- Сингман Ри – методиста; Председник РОК, 1948–1960
- Чанг Мјон – католик; Премијер РК, 1950–1952, 1960–1961; Потпредседник РОК, 1956–1960
- Јун Посун – презбитеријанац; градоначелник Сеула, 1948–1949; Председник РК, 1960–1962
- Ким Јанг-Сам презбитеријанац; Председник РК, 1993–1998
- Ким Дае-Јунг католик; Посланик у Народној скупштини РК, 1961, 1963–1972, 1988–1992; Председник РК, 1998–2003
- Но Мухјон номинално католик;[61][62] Посланик Народне скупштине РК, 1988–1992, 1998–2000; Министар за океане и рибарство РОК, 2000–2001; Председник РК, 2003–2008
- Ли Миунг-бак презбитеријански; Посланик Народне скупштине РК, 1992–1998; градоначелник Сеула, 2002–2006; Председник РК, 2008–2013
- Мун Јае-ин католик; Посланик у Народној скупштини РК, 2012–2016; Председник РК, 2017–2022
- Јун Сук-јул католик; Председник РК, 2022 – данас